# Сон Богородиці
Сон Богородиці — віршований апокриф про віщий сон Богородиці, в якому передбачалося розп'яття Христа і його воскресіння. Апокриф дійшов до нас у трьох варіантах в 65 списках другої половини XIX — першої третини XX століть, що свідчить про його велику популярність. Використовується в народних заговорах і оберегах, йому приписують найсильніші захисні властивості.

## Критика
Григорій Квітка-Основ'яненко:
«Сон богородиці, нібито бачений на горі Оливковій — дурний та безглуздий твір. Наприкінці сказано, що той, хто буде його мати в будинку, буде завжди здоровий, щасливий та інше. Злодій того вдома не обікраде, вогонь, вода та інші біди не доторкнуться і багато подібної дурниці. Дяки підтримують це марновірство, пишуть «такі книжечки» і отримують за те добрячий прибуток. У нас кожен заможний господар нічого не пошкодує, щоб придбати сон і зберігати його неодмінно в скрині, щоб туди стікалися гроші.»